# Tutti x uno (album)
Tutti x uno è il terzo album del DJ italiano DJ Enzo, pubblicato nel 1997 dalla Best Sound.

## Descrizione
Nell'album sono presenti numerose partecipazioni di artisti appartenenti alla scena rap italiana, quali J-Ax e DJ Jad degli Articolo 31, Grido e Thema dei Gemelli DiVersi e Space One.

## Tracce
1. Intro Shade – 0:52
2. D.J. Jad+Wladimiro – La partita – 2:30
3. Il Circolo (Chief+Zippo+Corvo d'argento+Il Guercio) – Fuori dalla mischia – 5:08
4. Area Cronica All Stars (Jasmine+Sab Sista+Left Side+Il Duo) – Spread Love – 4:04
5. J.Ax feat. Wonderbra – Quelli come me – 6:18
6. La Famiglia – E uno, due, tre, quattro – 5:53
7. Shabazz+Rata+Dre – Phat Connection – 5:09
8. Interlude – 0:33
9. Space One – Nell'Olimpo con gli dei – 4:44
10. Ti tratto meglio Lude – 1:30
11. Donjoevanni+Irene Lamedica – Quello per cui vivo – 4:25
12. War Dogs (Huda+Renegade Phase/12th Page+Sean) – B.A.M.N. By Any Mean Necessary – 5:23
13. Master Freez+Jay Dada – Non importa chi sei (No Matter Who You Are) – 4:49
14. Boccabuona – Nessuno... è – 1:07
15. Thema+Grido – Ricorda – 5:33
16. Ciso+Skills – International Player – 4:43
17. Bolla+Doppia K – Guappi MC – 4:03
18. Endlude – 1:02
19. Outro finale – 1:47